# Polystepha americana
Polystepha americana är en tvåvingeart som först beskrevs av Ephraim Porter Felt 1908.  Polystepha americana ingår i släktet Polystepha och familjen gallmyggor.
Artens utbredningsområde är New York. Inga underarter finns listade i Catalogue of Life.